# Angelo Signorelli
Angelo Signorelli (* 25. Januar 1959) ist ein italienischer Endurosportler. Er siegte mehrmals in der italienischen Enduro-Meisterschaft, wurde zweimal Europameister und gewann mit der Nationalmannschaft bei der Internationalen Sechstagefahrt einmal die Silbervase- und zweimal die Trophy-Wertung.

## Karriere
Der Neffe des Endurofahrers Giuseppe Signorelli begann 1974 mit dem aktiven Motorsport auf einer 50-cm³-Ancillotti. Nach einigen Jahren als Testfahrer wurde er 1979 mit einer Fantic italienischer Meister in der Klasse bis 50 cm³ sowie Vizeeuropameister in der gleichen Klasse.
Im Jahr 1980 gewann er die italienische Meisterschaft in der Klasse bis 75 cm³. Bei der Valli Bergamasche wurde er Klassenbester. Im folgenden Jahr wurde er mit einer 80-cm³-Fantic Europameister sowie italienischer Meister. Bei der Internationalen Sechstagefahrt auf Elba gewann er mit der italienischen Nationalmannschaft die Silbervasen-Wertung.
Nachdem sich Fantic vom Endurosport zurückgezogen hatte, wechselte Angelo Signorelli 1982 zur italienischen Militärsportgruppe „Fiamme Oro“. In der 125-cm³-Klasse gewann er mit einer Kramer die Valli Bergamasche.
1984 wechselte er zum Team von Arnaldo Farioli und wurde mit einer 125-cm³-KTM Vizeeuropameister. In den folgenden beiden Jahren gewann er in der italienischen Meisterschaft mit einer KTM die Klasse bis 125 cm³. 1986 wurde er bei der Inka-Rallye in Peru Zweiter und gewann mit der Nationalmannschaft die Trophy-Wertung bei der Internationalen Sechstagefahrt in San Pellegrino Terme.
1988 wurde er erneut Europameister mit einer 125-cm³-KTM und Klassenbester bei der Valli Bergamasche. Im folgenden Jahr siegte er bei der Inka-Rallye. Mit der Nationalmannschaft gewann er bei der Internationalen Sechstagefahrt in Walldürn die Trophy-Wertung.
2001 wurde er mit einer 400-cm³-Viertakt-Honda italienischer Meister in der Senioren-Klasse der über 34-Jährigen. Im Folgejahr konnte er diesen Titel verteidigen. 2002 wurde er erneut mit einer Honda Meister in der Senioren-Elite-Klasse.
2007 gewann er in der Veteranenklasse mit einer GasGas die italienische Meisterschaft. In den Jahren 2008 bis 2010 konnte er diesen Titel mit einer Yamaha verteidigen. 2011 gewann er mit einer Yamaha in der Superveteranenklasse.

## Wichtigste Erfolge
italienischer Meister1979, 1980, 1985, 1986
Europameister1981, 1988
Internationale Sechstagefahrt1981 (Silbervase), 1986 (Trophy), 1989 (Trophy)